# NGC 3299
NGC 3299 é uma galáxia espiral barrada (SBdm) localizada na direcção da constelação de Leo. Possui uma declinação de +12° 42' 26" e uma ascensão recta de 10 horas, 36 minutos e 23,9 segundos.
A galáxia NGC 3299 foi descoberta em 19 de Março de 1784 por William Herschel.